# 霜村誠一
霜村 誠一（しもむら せいいち、1981年9月20日 - ）は、日本のラグビー指導者。元ラグビー選手。

## プロフィール
- 群馬県桐生市出身[1]。
- ポジションはセンター(CTB)。
- 身長 176cm、体重 87kg
- 日本代表通算キャップ数は6。
- ニックネームはしも。

## 来歴
4歳のとき、父親に桐生ラグビースクールに連れて行かれたことがきっかけとなり、ラグビーを開始。その後、高崎ラグビークラブを経て、東農大二高校に進学し、全国高等学校ラグビーフットボール大会に出場。関東学院大学時代は、全国大学選手権で、3年時以外、3度の優勝を経験。2004年、三洋電機ワイルドナイツ（以下、ワイルドナイツ）に加入。同年11月のスコットランド代表戦で、日本代表として初キャップを獲得。しかし、2007年4月の香港代表戦を最後に、代表から遠ざかった。
2009年、ワイルドナイツの主将に就任。同年度の第47回日本選手権で、同大会3連覇、また、2010年度のジャパンラグビートップリーグにおいて、チーム初優勝に導いた。
2013年、4シーズン務めてきた主将を堀江翔太に譲ったが、同年5月、久々に日本代表メンバーに招集された。
2014年、トップリーグ通算100試合出場を達成した。
2015年4月より、保健体育科教諭として桐生第一高校に着任し、また、同校のラグビー部監督にも就任したが、ワイルドナイツ側の打診によりワイルドナイツでラグビー選手も続行する。
2016年、現役引退。
2018年、監督として率いる桐生第一高校ラグビー部が花園初出場を果たした。